# Flávio Costa
(Flávio Costa, riferendosi al maracanaço.)
Flávio Rodrigues da Costa, detto Flávio Costa (Carangola, 14 settembre 1906 – Rio de Janeiro, 22 novembre 1999), è stato un calciatore e allenatore di calcio brasiliano, di ruolo centrocampista. Il suo carattere esigente e deciso gli causò diversi problemi durante la carriera da tecnico, specialmente con dirigenti e giocatori; era anche noto per curare ogni aspetto degli allenamenti delle sue squadre, compreso quello prettamente atletico, dedicandosi personalmente alla gestione della preparazione fisica. La sua profonda conoscenza del calcio gli permise di diventare uno degli allenatori brasiliani più vincenti del suo tempo, ma la sua carriera venne indissolubilmente legata al cosiddetto Maracanazo, tanto che ricevette minacce di morte in seguito a tale avvenimento.

## Caratteristiche tecniche
Fu un centrocampista ruvido, tanto da guadagnarsi il soprannome di alicate (pinza in portoghese) sia per la decisione dei suoi contrasti che per i suoi piedi storti.

## Carriera

### Giocatore
Giocò nel Flamengo per tutta la sua carriera, svoltasi dal 1926 al 1936, giocando più di cento partite con il club e vincendo il campionato Carioca; nell'ultima parte del suo periodo da calciatore svolse contemporaneamente anche la funzione di allenatore.

### Allenatore
Dopo i primi due anni passati sia in campo che in panchina con il Flamengo divenne allenatore a tempo pieno, portando il club a tre titoli statali consecutivi, dal 1942 al 1944. Passato al Vasco da Gama, iniziò un ciclo di vittorie, tra cui spicca quella della Coppa dei Campioni del Sudamerica. Oltre alla sua carica di allenatore del Vasco, la Confederação Brasileira de Desportos lo chiamò per rimpiazzare Adhemar Pimenta nel ruolo di commissario tecnico del Brasile in vista del campionato del mondo 1950, anche a causa delle sue abilità tattiche e del suo temperamento da leader.

#### Il Mondiale 1950
Il Brasile giunse alla competizione con i favori del pronostico, dato il suo ruolo di paese organizzatore, che gli conferiva dunque il vantaggio del fattore campo, e grazie ai giocatori che componevano la rosa. Per affrontare al meglio il Mondiale, Flávio Costa scelse sette membri del club che allenava, il Vasco da Gama, per comporre la base della squadra, poiché con tale società aveva vinto due anni prima la Copa Libertadores. Una volta selezionata l'ossatura della formazione, scelse dunque gli attaccanti Zizinho e Jair per unirsi alla già nutrita schiera di giocatori dalla vocazione offensiva. Le convincenti prestazioni della Nazionale verde-oro, tra cui il 7-1 sulla Svezia e il 6-1 sulla Spagna, considerata un'avversaria temibile dalla stampa brasiliana, fecero sì che la squadra giungesse alla finale già soddisfatta e praticamente sicura di vincere. Fu proprio allora, nel momento migliore del torneo, che si consumò il Maracanazo; a causa della determinazione degli uruguaiani, spinti dal capitano Obdulio Varela, i brasiliani persero terreno e dovettero soccombere prima a Schiaffino e poi a Ghiggia che dribblando Bigode e battendo Barbosa sul suo palo consegnò alla sua Nazionale il secondo titolo mondiale della sua storia. Molti dei componenti della selezione brasiliana furono segnati a vita da tale partita, e sia Barbosa che Flávio Costa dovettero lasciare il paese in seguito a minacce di morte.

#### Dopo ilMaracanazo
In seguito all'esperienza in panchina della Seleção, Flávio Costa allenò il Flamengo ed il Vasco, venendo anche chiamato nuovamente dalla Nazionale, per poi andare in Portogallo, alla guida del Porto. La parentesi al San Paolo segnò il ritorno ad un grande club brasiliano, ma alla fine degli anni sessanta decise di chiudere la carriera. È tuttora l'allenatore con più presenze sulla panchina del Flamengo, con 746.

## Palmarès

### Giocatore
- Campionato Carioca: 1

Flamengo: 1927

### Allenatore

#### Club

##### Competizioni statali
- Torneo Rio-San Paolo: 1

Flamengo: 1940
- Campionato Carioca: 8

Flamengo: 1942, 1943, 1944, 1952, 1963
Vasco da Gama: 1947, 1949, 1950

##### Competizioni internazionali
- Coppa dei Campioni del Sudamerica: 1

Vasco da Gama: 1948

#### Nazionale
- Copa Roca: 1

1945
- Copa Rio Branco: 1

1947
- Campeonato Sudamericano de Football: 1

Brasile 1949
- Copa Oswaldo Cruz: 1

1956